# Pierre Calungsod
Pierre Calungsod (Ginatilan, 1654 - Guam, 2 avril 1672) est un jeune catéchiste philippin, mort  martyr en mission dans les iles Mariannes. Il est reconnu saint par l'Église catholique et commémoré avec les autres martyrs des îles Mariannes le 2 avril.

## Biographie
On sait peu de choses de la vie de Pierre avant son travail comme jeune catéchiste. Il naît à Ginatilan dans la province de Cebu. Il fait ses études dans une école jésuite, peut-être à Tanay (dans le Negros oriental). La formation de catéchiste comprend l'étude de la langue espagnole, du Chamorro, et l'acquisition de compétence telles que le dessin, le chant, la menuiserie et tout ce qui est nécessaire au travail de missionnaire itinérant.
À partir de 1668 il accompagne et devient le fidèle assistant du père Diego de San Vitores envoyé évangéliser l'archipel des Mariannes, une œuvre financée par la régente espagnole Marie Anna d'Autriche.
En 1672, Pierre et ses compagnons sont tués par un chef des Chamorros sur l'île de Guam, pour avoir baptisé sa fille contre sa volonté. Pedro aurait pu échapper à la mort mais il préféra rester aux côtés du père de San Vitores et de ses compagnons. Après l'assassinat, son corps est jeté à la mer.

## Béatification et canonisation
Un mois après le martyre de San Vitores et de Calunsod, un processus de béatification est initié mais seulement pour San Vitores. Les troubles politiques et religieux retardent puis interrompirent le processus. Lorsque Hagåtña prépare son 20e anniversaire en tant que diocèse en 1981, la cause de béatification de Padre Diego Luís de San Vitores ouverte en 1673 est redécouverte dans de vieux manuscrits et relancée jusqu'à la béatification définitive de San Vitores, le 6 octobre 1985. Cela donne une reconnaissance à Calungsod, ouvrant la voie à sa propre béatification.
Le pape Jean-Paul II le déclare bienheureux le 5 mars 2000 et le pape Benoît XVI le canonise le 21 octobre 2012.
Il est fêté le 2 avril selon le Martyrologe romain.